# Brobeck (Adelsgeschlecht)

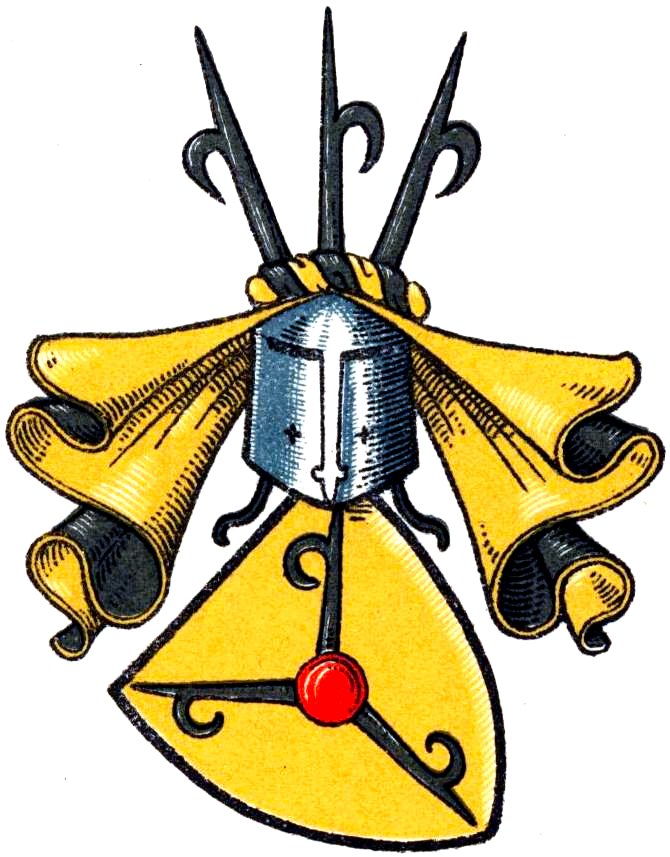
Wappen derer von Brobeck

Die Herren von Brobeck (auch: Brobecke, Brobeke, Brobicke o. ä.) waren ein westfälisch-hessisches Adelsgeschlecht.

## Geschichte
Namensgebender Stammsitz des Geschlechts war Burg Brobeck, eine heute abgegangene Burganlage auf einem flachen Hügel, die Flur ist als Brabacher Wiesen bekannt, unweit der an dem Fluss Orpe gelegenen Bruchmühle in der Gemarkung von Neudorf, einem Stadtteil von Diemelstadt im Landkreis Waldeck-Frankenberg, Hessen. Die Burg wurde im Jahre 1186 oder 1188 erstmals erwähnt, im Zusammenhang mit einer Fehde zwischen den Grafen Wittekind III. von Waldeck und Schwalenberg und Hermann I. von Schwalenberg einerseits und dem Paderborner Bischof Bernhard von Ibbenbüren andererseits. Die Grafen hatten sich nach einer ersten Niederlage auf die Burg zurückgezogen. Der Bischof belagerte die Burg, nahm sie ein und zerstörte sie. Die Burg wurde von den Waldecker Grafen bald wieder aufgebaut, und das von ihnen dort als Burgmannen eingesetzte Ministerialengeschlecht nannte sich nach der Burg. Ein Ritter Heinrich von Brobeck ist erstmals im Jahre 1209 bezeugt. 
1229–1233 trat Hinric de Brocbike als Zeuge zu Marsberg und Padberg auf. 1276 erscheint ein Ritter Johannes von Brobeck. 1285 überließen die Brüder Johann und Burchard von Brobike dem Jubert von Avenstrutt verschiedene Besitzungen an der Lippe. 1293 verkauften die Edelherren von Büren dem Ritter Giso von Brobike und seinen Söhnen Giso, Bertold, Johann, Konrad und Gottschalk die Villen Boclon, Verst und Sneselde mit allen Hörigen und Pertinentien. 1312 trugen Ritter Gottschalk von Brobeck und Giso und Ulrich von Brobeck, Söhne von Ulrich, die Twistener Mark dem Abt des Stifts Corvey, Ruprecht von Horhausen, auf.
1322 sind die Brüder Johann und Heinrich von Brobeck, waldeckische Lehnsmannen, als Burgherren auf Brobeck bezeugt. Gottschalk von Brobeck ist 1345 als Burgherr beurkundet. Sein Vetter Heinrich von Brobeck wurde spätestens 1342, wohl auf waldeckische Fürsprache, Erbburgmann auf der kurkölnischen Kugelsburg bei Volkmarsen, wo seine Nachkommen noch lange lebten.
1346 verpfändete der Bischof von Paderborn, Balduin von Steinfurt, Giso und Heinrich von Brobeke die heute schon lange abgegangene Stadt und Burg Blankenrode.
Das Geschlecht konnte durch Bergbau sein Vermögen vergrößern und weitere Besitzungen erwerben. 1369 und 1370 erwarb Johann von Brobeck ein Viertel von Burg Peckelsheim und Stadt Peckelsheim, die ihm der Paderborner Bischof Heinrich von Spiegel zum Desenberg verpfändete. Gleichzeitig stärkte das Geschlecht durch Verwandtschaften mit den Spiegel, Malsburg und Padberg seine Position.
Im Jahre 1378 ist Herbold von Brobeck als Burgmann auf der Burg Brobeck bekundet. Er war Mitglied des Sternerbunds. Als er rebellische Dienstmannen des Paderborner Bischofs Simon von Sternberg auf der Burg aufnahm und diese räubernd die Umgebung verunsicherten, belagerte der Bischof die Burg Brobeck, wurde dabei am 5. Januar 1389 von einem Pfeil im Unterleib getroffen und starb 20 Tage später an den Folgen dieser Verwundung.
1390 nutzte der Waldecker Graf Heinrich VI. die Abwesenheit der Burgbesatzung von Blankenrode während einer Fehde zwischen dem Paderborner Bischof Ruprecht von Berg und den Bengelern, brach in die Stadt Blankenrode ein und zerstörte sie völlig. Danach wurde die Stadt nicht wieder aufgebaut. Die Brüder Adolf, Gise und Herbolt von Brubecke sowie Johann, Alef, Heidenrik, zwei Gyse und Mauritz Schune, alle gen. von Brubeck, Knappen, verkauften ihr letztes Eigentum bei der Stadtwüstung Blankenrode 1449 an die Stadt Warburg.
Das Geschlecht derer von Brobeck erlosch im Mannesstamm im Jahr 1578.

## Wappen
Blasonierung: In Gold drei um eine rote Kugel in Winkel gesetzte, schwarze Hakenlanzen. Auf dem schwarz-golden bewulsteten Helm drei schwarze Hakenlanzen. Die Helmdecken sind schwarz-golden.